# Jay Hieron
James Thomas Hieronymus (Freeport, 29 de julho de 1976) é um ator, dublê e ex-lutador de artes marciais mistas americano. Hieron foi o campeão final do IFL Welterweight , competindo para o Los Angeles Anacondas, e também competiu no UFC, WEC, Affliction, Strikeforce e Bellator MMA. Em 7 de março de 2014, Hieron anunciou sua aposentadoria no MMA.

## Campeonatos

### Artes marciais mistas
- Bellator Fighting Championships
  - Bellator MMA: Quarta Temporada
- International Fight League
  - IFL Welterweight Championship
  - IFL 2007 Welterweight Grand Prix Champion